# Lista de animes exibidos no Brasil
Esta é uma lista de animações japonesas, ou animes, que tiveram suas exibições no Brasil. Inclui-se todos os animes que foram dublados em português e foram transmitidos em redes abertas, fechadas ou serviços de streaming.
| Título no Brasil                            | Título Original                               | Estúdio de dublagem            | Emissora/Streaming                  | Detalhes |  |
| ------------------------------------------- | --------------------------------------------- | ------------------------------ | ----------------------------------- | --- |  |
| A Casa Voadora                              | Tondera House no Daibouken                    |                                | Rede Gênesis                        | |  |
| A Casa Voadora                              | Tondera House no Daibouken                    | TV Novo Tempo                  |                                     | |  |
| A Casa Voadora                              | Tondera House no Daibouken                    | Rede Super                     |                                     | |  |
| Akashic Records of Bastard Magic Instructor | Rokudenashi Majutsu Koushi to Akashic Records |                                | Rede Brasil                         | |  |
| Akashic Records of Bastard Magic Instructor | Rokudenashi Majutsu Koushi to Akashic Records | Loading                        |                                     | |  |
| A Lenda da Branca de Neve                   | Shirayuki Hime no Densetsu                    |                                | Record                              | |  |
| A Lenda de Zorro                            | Kaiketsu Zorro                                |                                | Record                              | |  |
| Anjos Guerreiros                            | Ikkitōsen                                     |                                | iSat                                | |  |
| As Aventuras de Cacá                        | Wanpaku Omukashi Kumu Kumu                    |                                | SBT                                 | Apenas em algumas afiliadas |  |
| As Meninas Super Poderosas Geração Z        | Demashita! Powerpuff Girls Z                  |                                | Cartoon Network                     | |  |
| As Meninas Super Poderosas Geração Z        | Demashita! Powerpuff Girls Z                  | SBT                            |                                     | |  |
| As Novas Aventuras de Speed Racer           | Speed Racer X                                 |                                | Cartoon Network                     | Até o episódio 13 |  |
| As Super Gatinhas                           | Tokyo Mew Mew                                 | Centauro                       | Cartoon Network                     | |  |
| As Super Gatinhas                           | Tokyo Mew Mew                                 | Centauro                       | Boomerang                           | |  |
| Assassination Classroom                     | Ansatsu Kyoushitsu                            |                                | Loading                             | |  |
| Astro Boy (2003)                            | Astro Boy: Tetsuwan Atom                      |                                | Cartoon Network                     | |  |
| Astro Boy (2003)                            | Astro Boy: Tetsuwan Atom                      | Rede Globo                     |                                     | |  |
| Astro Boy (2003)                            | Astro Boy: Tetsuwan Atom                      | Loading                        |                                     | |  |
| Attack on Titan                             | Shingeki no Kyojin                            |                                | Loading                             | |  |
| B-Daman Crossfire                           | Cross Fight B-Daman                           |                                | Band                                | |  |
| Bakugan                                     | Bakugan Battle Brawlers                       |                                | Cartoon Network                     | |  |
| Bakugan                                     | Bakugan Battle Brawlers                       | Rede Globo                     |                                     | |  |
| Bakugan                                     | Bakugan Battle Brawlers                       | SBT                            |                                     | |  |
| Barão Vermelho                              | Red Baron                                     |                                | Locomotion                          | |  |
| Beyblade                                    | Bakuten Shoot Beyblade                        |                                | Fox Kids                            | |  |
| Beyblade                                    | Bakuten Shoot Beyblade                        | Rede Globo                     |                                     | |  |
| Beyblade                                    | Bakuten Shoot Beyblade                        | Jetix                          |                                     | |  |
| Beyblade Burst                              | Beyblade Burst                                |                                | Cartoon Network                     | Estreou no Cartoon Nerwork em meados de 2017 |  |
| Beyblade Burst                              | Beyblade Burst                                | Bandeirantes                   |                                     | Estreou no Cartoon Nerwork em meados de 2017 |  |
| Black Clover                                | Black Clover                                  |                                | Crunchyroll                         | |  |
| Black Clover                                | Black Clover                                  | Rede Brasil                    | Transmitido no bloco Crunchyroll TV | |  |
| Black Clover                                | Black Clover                                  | Loading                        |                                     | |  |
| Bleach                                      | Bleach                                        | CBS                            | Animax                              | |  |
| Bleach                                      | Bleach                                        | CBS                            | Sony Spin                           | |  |
| Bleach                                      | Bleach                                        | CBS                            | PlayTV                              | |  |
| Bleach                                      | Bleach                                        | CBS                            | Warner Channel                      | |  |
| Blood Blockade Battlefront                  | Kekkai Sensen                                 |                                | Loading                             | |  |
| Blue Dragon                                 | Blue Dragon                                   | The Kitchen                    | SBT                                 | |  |
| Bucky                                       | Jibaku-kun                                    |                                | Band                                | |  |
| Boruto: Naruto Next Generations             | Boruto: Naruto Next Generations               |                                | Warner Channel                      | |  |
| Bungo Stray Dogs                            | Bungo Stray Dogs                              |                                | Rede Brasil                         | |  |
| Bungo Stray Dogs                            | Bungo Stray Dogs                              | Loading                        |                                     | |  |
| Cãezinhos de Sorte                          | Fortune Dogs                                  |                                | Boomerang                           | |  |
| Capitão Tsubasa (2018)                      | Captain Tsubasa (2018)                        |                                | Cartoon Network                     | |  |
| Cliffhanger                                 | Lupin III                                     | Sincrovídeo                    | Locomotion                          | |  |
| Corrector Yui                               | Corrector Yui                                 |                                | Cartoon Network                     | |  |
| Darling in the Franxx                       | Darling in the Franxx                         |                                | Rede Brasil                         | Transmitido no bloco Crunchyroll TV |  |
| Darling in the Franxx                       | Darling in the Franxx                         | PlayTV                         |                                     | |  |
| Darling in the Franxx                       | Darling in the Franxx                         | TV Walter Abrahão              | Apenas reprise                      | |  |
| Darling in the Franxx                       | Darling in the Franxx                         | Loading                        |                                     | |  |
| Death Note                                  | Death Note                                    |                                | Animax                              | |  |
| Death Note                                  | Death Note                                    | PlayTV                         |                                     | |  |
| Death Note                                  | Death Note                                    | Sony Spin                      |                                     | |  |
| Death Note                                  | Death Note                                    | Warner Channel                 |                                     | |  |
| Digimon                                     | Digimon Adventure                             | Herbert Richers                | Fox Kids                            | |  |
| Digimon                                     | Digimon Adventure                             | Herbert Richers                | Rede Globo                          | |  |
| Digimon 02                                  | Digimon Adventure 02                          | Herbert Richers                | Fox Kids                            | |  |
| Digimon 02                                  | Digimon Adventure 02                          | Herbert Richers                | Rede Globo                          | |  |
| Digimon Tamers                              | Digimon Tamers                                | Herbert Richers                | Fox Kids                            | Conhecido no Brasil como Digimon 3 |  |
| Digimon Tamers                              | Digimon Tamers                                | Herbert Richers                | Rede Globo                          | Conhecido no Brasil como Digimon 3 |  |
| Digimon Frontier                            | Digimon Frontier                              | Álamo                          | Fox Kids                            | Conhecido no Brasil como Digimon 4 |  |
| Digimon Frontier                            | Digimon Frontier                              | Álamo                          | Rede Globo                          | Conhecido no Brasil como Digimon 4 |  |
| Digimon Frontier                            | Digimon Frontier                              | Álamo                          | RedeTV!                             | Conhecido no Brasil como Digimon 4 |  |
| Digimon Savers                              | Digimon Savers                                | Álamo                          | Disney XD                           | Digimon Data Squad nos EUA, Brasil |  |
| Digimon Savers                              | Digimon Savers                                | Álamo                          | Rede Globo                          | Digimon Data Squad nos EUA, Brasil |  |
| Digimon Xros Wars                           | Digimon Xros Wars                             | Dubbing & Mix                  | Cartoon Network                     | Conhecido no Ocidente como Digimon Fusion. O canal Cartoon Network somente exibiu as duas temporadas iniciais.                                                                                  |  |
| Digimon Xros Wars                           | Digimon Xros Wars                             | Marmac                         | Cartoon Network                     | Conhecido no Ocidente como Digimon Fusion. O canal Cartoon Network somente exibiu as duas temporadas iniciais.                                                                                  |  |
| Dinossauro Rei                              | Kodai Ouja Kyouryuu King                      |                                | Jetix                               | |  |
| Dinossauro Rei                              | Kodai Ouja Kyouryuu King                      | Disney XD                      |                                     | |  |
| Dinossauro Rei                              | Kodai Ouja Kyouryuu King                      | Discovery Kids                 |                                     | |  |
| Dinossauro Rei                              | Kodai Ouja Kyouryuu King                      | RedeTV                         |                                     | |  |
| Dinossauro Rei                              | Kodai Ouja Kyouryuu King                      | SBT                            |                                     | |  |
| Dinozaurs                                   | DinoZone                                      |                                | Fox Kids                            | |  |
| Dinozaurs                                   | DinoZone                                      | Globo                          |                                     | |  |
| Don Drácula                                 | Tezuka Osamu no Don Dracula                   |                                | Rede Manchete                       | |  |
| Don Drácula                                 | Tezuka Osamu no Don Dracula                   | CNT                            |                                     | |  |
| Doraemon, o Super Gato                      | Doraemon (1979)                               |                                | Rede Manchete                       | |  |
| Doraemon                                    | Doraemon (2005)                               |                                | Band                                | |  |
| Dr. Stone                                   | Dr. Stone                                     |                                | Cartoon Network                     | Transmitido no bloco Toonami |  |
| Dragon Ball                                 | Dragon Ball                                   | Gota Mágica                    | SBT                                 | Até o episódio 60 |  |
| Dragon Ball                                 | Dragon Ball                                   | Álamo                          | Cartoon Network                     | |  |
| Dragon Ball                                 | Dragon Ball                                   | Álamo                          | Rede Globo                          | |  |
| Dragon Ball GT                              | Dragon Ball GT                                |                                | Cartoon Network                     | |  |
| Dragon Ball GT                              | Dragon Ball GT                                | Rede Globo                     |                                     | |  |
| Dragon Ball GT                              | Dragon Ball GT                                | Band                           |                                     | |  |
| Dragon Ball Kai                             | Dragon Ball Kai                               |                                | Cartoon Network                     | Sagas de Vegeta, Freeza e Cell foram exibidas em 2011. Saga de Boo só foi exibida a partir de 2017.                                                                                             |  |
| Dragon Ball Kai                             | Dragon Ball Kai                               | Band                           |                                     | |  |
| Dragon Ball Super                           | Dragon Ball Super                             |                                | Cartoon Network                     | |  |
| Dragon Ball Super                           | Dragon Ball Super                             | Band                           | Transmitido no programa Mais Geek   | |  |
| Dragon Ball Super                           | Dragon Ball Super                             | Warner Channel                 |                                     | |  |
| Dragon Ball Z                               | Dragon Ball Z                                 | Álamo                          | Band                                | Até o final da saga Cell |  |
| Dragon Ball Z                               | Dragon Ball Z                                 | Álamo                          | Rede Globo                          | Inicialmente somente saga Majin Boo, depois adquiriu a série completa |  |
| Dragon Ball Z                               | Dragon Ball Z                                 | Álamo                          | Cartoon Network                     | Adult Swim |  |
| El-Hazard                                   | Shinpi no Sekai El-Hazard                     | Dublavídeo                     | Band                                | |  |
| Esquadrão do Espaço                         | Akuu Daisakusen Srungle                       |                                | Record                              | Chamado originalmente de Akuu Daisakusen Srungle |  |
| Excel Saga                                  | Heppoko Jikken Animation Excel Saga           | Álamo                          | Animax                              | |  |
| Fairy Tail                                  | Fairy Tail                                    | Imagine Sound Thinking         | Loading                             | Exibidos apenas os cinco primeiros episódios devido a falência da emissora, abertura e encerramento dublados                                                                                    |  |
| Fairy Tail                                  | Fairy Tail                                    | Som de Vera Cruz               | Loading                             | Exibidos apenas os cinco primeiros episódios devido a falência da emissora, abertura e encerramento dublados                                                                                    |  |
| Fate/stay night                             | Fate/stay night                               |                                | Animax                              | |  |
| Flint o Detetive Do Tempo                   | Jikuu Tantei Genshi-kun                       | Marshmallow                    | Fox Kids                            | No Japão Jikuu Tantei Genshi-kun |  |
| Flint o Detetive Do Tempo                   | Jikuu Tantei Genshi-kun                       | Marshmallow                    | Rede Globo                          | No Japão Jikuu Tantei Genshi-kun |  |
| Fly, o Pequeno Guerreiro                    | Dragon Quest: Dai no Daibouken                | Gota Mágica                    | SBT                                 | |  |
| Fullmetal Alchemist                         | Fullmetal Alchemist                           | Álamo                          | Animax                              | |  |
| Fullmetal Alchemist                         | Fullmetal Alchemist                           | Álamo                          | RedeTV!                             | |  |
| Fullmetal Alchemist: Brotherhood            | Fullmetal Alchemist: Brotherhood              | Álamo                          | Sony Spin                           | |  |
| Gatos Pizza Samurai                         | Kyattou Ninden Teyandee                       |                                | Fox Kids                            | |  |
| Gintama                                     | Gintama                                       |                                | Netflix                             | Não se encontra mais disponível na plataforma |  |
| Guerreiras Mágicas de Rayearth              | Magic Knight Rayearth                         | Gota Mágica                    | SBT                                 | |  |
| Gungrave                                    | Gungrave                                      | Som de Vera Cruz               | I-Sat                               | |  |
| Hamtaro                                     | Tottoko Hamtarou                              |                                | Rede Globo                          | |  |
| Hellsing (TV)                               | Hellsing                                      | Álamo                          | Animax                              | |  |
| Hunter × Hunter (1999)                      | Hunter x Hunter                               |                                | RedeTV!                             | |  |
| Hunter × Hunter (1999)                      | Hunter x Hunter                               | Animax                         |                                     | |  |
| In Another World with my Smartphone         | Isekai wa Smartphone to Tomo ni               |                                | Rede Brasil                         | |  |
| Initial D                                   | Initial D                                     |                                | Animax                              | First Stage e Second Stage apenas |  |
| Inuyasha                                    | Inuyasha                                      |                                | Cartoon Network                     | |  |
| Inuyasha                                    | Inuyasha                                      | Rede Globo                     |                                     | |  |
| Keep Your Hands Off Eizouken!               | Eizouken ni wa Te wo Dasu na!                 |                                | Cartoon Network                     | Transmitido no bloco Toonami |  |
| Kaleido Star                                | Kaleido Star                                  |                                | Cartoon Network                     | |  |
| Kaleido Star: New Wings Extra Stage         | Kaleido Star: Aratanaru Tsubasa - Extra Stage |                                | Cartoon Network                     | |  |
| KONOSUBA                                    | Kono Subarashii Sekai ni Shukufuku wo!        |                                | Crunchyroll                         | |  |
| KONOSUBA                                    | Kono Subarashii Sekai ni Shukufuku wo!        | Rede Brasil                    | Transmitido no bloco Crunchyroll TV | |  |
| KONOSUBA                                    | Kono Subarashii Sekai ni Shukufuku wo!        | Loading                        |                                     | |  |
| Laid-Back Camp                              | Yuru Camp                                     |                                | Cartoon Network                     | Transmitido no bloco Toonami |  |
| Let's & Go                                  | Bakusou Kyoudai Let's & Go                    |                                | SBT                                 | |  |
| Love Hina (TV)                              | Love Hina                                     |                                | Cartoon Network                     | |  |
| Love Hina (TV)                              | Love Hina                                     | PlayTV                         |                                     | |  |
| Medabots                                    | Medarot                                       |                                | Fox Kids                            | |  |
| Medabots                                    | Medarot                                       | Rede Globo                     |                                     | |  |
| Medabots                                    | Medarot                                       | Jetix                          |                                     | |  |
| MegaMan NT Warrior                          | Rockman.EXE                                   |                                | Rede Globo                          | |  |
| Mob Psycho 100                              | Mob Psycho 100                                |                                | Crunchyroll                         | |  |
| Mob Psycho 100                              | Mob Psycho 100                                | Cartoon Network                |                                     | |  |
| Mob Psycho 100                              | Mob Psycho 100                                | Rede Brasil                    | Transmitido no bloco Crunchyroll TV | |  |
| Mobile Suit Gundam 00                       | Kidou Senshi Gundam 00                        |                                | Loading                             | |  |
| Mobile Suit Gundam Wing                     | Shin Kidou Senki Gundam Wing                  |                                | Cartoon Network                     | |  |
| Monster Rancher                             | Monster Farm: Enbanseki no Himitsu            | Centauro                       | Rede Globo                          | |  |
| Monster Rancher                             | Monster Farm: Enbanseki no Himitsu            | Centauro                       | Fox Kids                            | |  |
| Monster Rancher                             | Monster Farm: Enbanseki no Himitsu            | Centauro                       | Band                                | |  |
| Monster Rancher                             | Monster Farm: Enbanseki no Himitsu            | Centauro                       | PlayTV                              | |  |
| Monster Rancher                             | Monster Farm: Enbanseki no Himitsu            | Centauro                       | Rede 21                             | |  |
| Mirmo Zibang!                               | Wagamama☆Fairy Mirumo de Pon!                 | Cinevídeo                      | Cartoon Network                     | |  |
| Mirmo Zibang!                               | Wagamama☆Fairy Mirumo de Pon!                 | Cinevídeo                      | Boomerang                           | |  |
| Músculo Total                               | Kinnikuman II Sei                             |                                | Fox Kids                            | Kinnikuman Nisei |  |
| My Hero Academia                            | Boku no Hero Academia                         | DuBrasil                       | Funimation                          | |  |
| My Hero Academia                            | Boku no Hero Academia                         | DuBrasil                       | Loading                             | |  |
| Mythical Detective Loki Ragnarok            | Matantei Loki Ragnarok                        | Álamo                          | Animax                              | |  |
| Naruto                                      | Naruto                                        |                                | SBT                                 | |  |
| Naruto                                      | Naruto                                        | Cartoon Network                |                                     | |  |
| Naruto Shippuden                            | Naruto: Shippuuden                            |                                | PlayTV                              | |  |
| Naruto Shippuden                            | Naruto: Shippuuden                            | Cartoon Network                |                                     | |  |
| Naruto Shippuden                            | Naruto: Shippuuden                            | Warner Channel                 |                                     | |  |
| Neon Genesis Evangelion                     | Shinseiki Evangelion                          | Mastersound                    | Locomotion (1999)                   | |  |
| Neon Genesis Evangelion                     | Shinseiki Evangelion                          | Álamo                          | Animax (2007)                       | |  |
| Neon Genesis Evangelion                     | Shinseiki Evangelion                          | VoxMundi                       | Netflix (2019)                      | |  |
| No Game No Life                             | No Game No Life                               |                                | Netflix                             | |  |
| Noozles, Os Ursinhos Mágicos                | Fushigi na Koala Blinky                       |                                | Rede Globo (1990)                   | |  |
| Oh! Super Milk Chan                         | Oh! Super Milk-chan                           |                                | Locomotion                          | |  |
| Oitavo Homem: O Policial do Futuro          | Eightman After                                |                                | Multishow                           | |  |
| One Piece                                   | One Piece                                     |                                | Cartoon Network                     | Até o episódio 32 |  |
| One Piece                                   | One Piece                                     | SBT                            |                                     | Até o episódio 32 |  |
| One Piece                                   | One Piece                                     | Netflix                        | Até o episódio 61                   | |  |
| O Oitavo Homem                              | Eightman                                      |                                | Rede Globo                          | |  |
| Os Cavaleiros de Mon Colle                  | Rokumon Tengai Mon Colle Knights              |                                | Fox Kids                            | |  |
| Os Cavaleiros do Zodíaco                    | Saint Seiya                                   | Gota Mágica                    | Rede Manchete (1994)                | |  |
| Os Cavaleiros do Zodíaco                    | Saint Seiya                                   | Álamo                          | Cartoon Network                     | |  |
| Os Cavaleiros do Zodíaco                    | Saint Seiya                                   | Álamo                          | Rede 21                             | |  |
| Os Cavaleiros do Zodíaco                    | Saint Seiya                                   | Álamo                          | Band                                | |  |
| Os Cavaleiros do Zodíaco                    | Saint Seiya                                   | Álamo                          | Rede Brasil                         | |  |
| Os Cavaleiros do Zodíaco: Saga de Hades     | Saint Seiya: Meiou Hades                      |                                | Cartoon Network                     | |  |
| Os Sete Pecados Capitais                    | Nanatsu no Taizai                             |                                | Netflix                             | |  |
| Patlabor The Mobile Police                  | Kidou Keisatsu Patlabor: On Television        |                                | Fox Kids                            | |  |
| Pingu na Cidade                             | Pingu in the City                             |                                | Gloobinho                           | |  |
| Pokémon                                     | Pokemon                                       |                                | Record (1999-2002)                  | 1ª a 4ª Temporada |  |
| Pokémon                                     | Pokemon                                       | Cartoon Network (1999-)        |                                     | |  |
| Pokémon                                     | Pokemon                                       | Rede Globo (2003)              | 5ª a 7ª Temporada                   | |  |
| Pokémon                                     | Pokemon                                       | RedeTV! (2008-2012/2018)       |                                     | |  |
| Pokémon                                     | Pokemon                                       | Tooncast (2010)                |                                     | |  |
| Pokémon Crônicas                            | Pokemon Side Stories                          |                                | RedeTV!                             | |  |
| Pokémon Gerações                            | Pokemon Generations                           |                                | YouTube (2017)                      | |  |
| Popolocrois                                 | PopoloCrois                                   |                                | Cartoon Network                     | |  |
| Popolocrois                                 | PopoloCrois                                   | Rede Globo                     |                                     | |  |
| Power Stone                                 | Power Stone                                   |                                | Rede Globo                          | |  |
| Ragnarok the Animation                      | Ragnarök The Animation                        |                                | Cartoon Network                     | |  |
| Ranma ½                                     | Ranma ½                                       | Álamo                          | Cartoon Network                     | |  |
| Ranma ½                                     | Ranma ½                                       | Álamo                          | PlayTV                              | |  |
| Rave Master                                 | Groove Adventure Rave                         |                                | Cartoon Network                     | |  |
| Re:ZERO                                     | Re:Zero kara Hajimeru Isekai Seikatsu         | Som de Vera Cruz               | Crunchyroll                         | |  |
| Re:ZERO                                     | Re:Zero kara Hajimeru Isekai Seikatsu         | Som de Vera Cruz               | Rede Brasil                         | Transmitido no bloco Crunchyroll TV |  |
| Re:ZERO                                     | Re:Zero kara Hajimeru Isekai Seikatsu         | Som de Vera Cruz               | Play TV                             | |  |
| Re:ZERO                                     | Re:Zero kara Hajimeru Isekai Seikatsu         | Som de Vera Cruz               | TV Walter Abrahão                   | Apenas reprise |  |
| Re:ZERO                                     | Re:Zero kara Hajimeru Isekai Seikatsu         | Som de Vera Cruz               | Loading                             | |  |
| As Novas Aventuras de Robin Hood            | Robin Hood no Daibouken                       |                                | Record                              | |  |
| Robotech                                    | Robotech                                      |                                | Rede Globo                          | |  |
| Robotech                                    | Robotech                                      | CNT                            |                                     | |  |
| Rosa de Versalhes                           | Versailles no Bara                            |                                | VHS                                 | Episódio especial disponível apenas em VHS |  |
| Saber Marionette J                          | Saber Marionette J                            |                                | Locomotion                          | |  |
| Saber Marionette J                          | Saber Marionette J                            | Animax                         |                                     | |  |
| Saber Marionette J to X                     | Saber Marionette J to X                       |                                | Locomotion                          | |  |
| Saber Marionette J to X                     | Saber Marionette J to X                       | Animax                         |                                     | |  |
| Sailor Moon                                 | Bishoujo Senshi Sailor Moon                   | Gota Mágica                    | Rede Manchete                       | Até o episódio 46 (primeira fase apenas) |  |
| Sailor Moon                                 | Bishoujo Senshi Sailor Moon                   | BKS                            | Record                              | Apenas a Fase R |  |
| Sailor Moon                                 | Bishoujo Senshi Sailor Moon                   | BKS                            | Cartoon Network                     | Fase R até Stars |  |
| Saint Seiya: Os Cavaleiros do Zodíaco       | Saint Seiya: Knights of the Zodiac            | Dubrasil                       | Netflix                             | |  |
| Sakura Card Captors                         | Cardcaptor Sakura                             |                                | Cartoon Network                     | |  |
| Sakura Card Captors                         | Cardcaptor Sakura                             | Rede Globo                     |                                     | |  |
| Sakura Card Captors                         | Cardcaptor Sakura                             | Loading                        |                                     | |  |
| Sakura Wars                                 | Sakura Taisen                                 |                                | Cartoon Network                     | |  |
| Samurai Champloo                            | Samurai Champloo                              |                                | Cartoon Network                     | |  |
| Samurai Champloo                            | Samurai Champloo                              | Play TV                        |                                     | |  |
| Samurai Troopers                            | Yoroiden Samurai Troopers                     |                                | Manchete                            | No Brasil conhecido como Samurai Warriors |  |
| Samurai X                                   | Rurouni Kenshin: Meiji Kenkaku Romantan       | BKS                            | Rede Globo (1999)                   | |  |
| Samurai X                                   | Rurouni Kenshin: Meiji Kenkaku Romantan       | Sigma                          | Cartoon Network (2001)              | |  |
| Shaman King                                 | Shaman King                                   | Parisi Vídeo                   | Fox Kids                            | |  |
| Shaman King                                 | Shaman King                                   | Parisi Vídeo                   | Jetix                               | |  |
| Shinzo                                      | Mushrambo                                     |                                | Fox Kids                            | |  |
| Shinzo                                      | Mushrambo                                     | Globo                          |                                     | |  |
| Shurato                                     | Tenkuu Senki Shurato                          | Dublavídeo                     | Rede Manchete                       | |  |
| Shurato                                     | Tenkuu Senki Shurato                          | Dublavídeo                     | Rede Brasil                         | |  |
| Slayers                                     | Slayers                                       | Dublavídeo                     | Band                                | Foram dublados 78 episódios (Fases Slayers, Slayers Next e Slayers Try), mas apenas os 26 primeiros episódios foram exibidos.                                                                   |  |
| Slayers                                     | Slayers                                       | Dublavídeo                     | Rede 21                             | Foram dublados 78 episódios (Fases Slayers, Slayers Next e Slayers Try), mas apenas os 26 primeiros episódios foram exibidos.                                                                   |  |
| Sonic X                                     | Sonic X                                       |                                | Rede Globo                          | |  |
| Sonic X                                     | Sonic X                                       | Jetix                          |                                     | |  |
| Street Fighter II V                         | Street Fighter II V                           |                                | SBT                                 | |  |
| Street Fighter II V                         | Street Fighter II V                           | Cartoon Network                |                                     | |  |
| Street Fighter II V                         | Street Fighter II V                           | Netflix                        |                                     | |  |
| Street Fighter II V                         | Street Fighter II V                           | Crunchyroll                    |                                     | |  |
| Super Book                                  | Anime Oyako Gekijou                           |                                | Record                              | |  |
| Super Book                                  | Anime Oyako Gekijou                           | Rede Vida                      |                                     | |  |
| Super Book                                  | Anime Oyako Gekijou                           | Rede Gênesis                   |                                     | |  |
| Super Book                                  | Anime Oyako Gekijou                           | Rede Super                     |                                     | |  |
| Super Campeões                              | Captain Tsubasa                               | Gota Mágica                    | Rede Manchete                       | |  |
| Super Campeões: Road to 2002                | Captain Tsubasa: Road to 2002                 |                                | RedeTV                              | |  |
| Super Campeões: Road to 2002                | Captain Tsubasa: Road to 2002                 | Cartoon Network                |                                     | |  |
| Super Doll Licca-chan                       | Super Doll Licca-chan                         |                                | Cartoon Network                     | |  |
| Super Onze                                  | Inazuma Eleven                                |                                | RedeTV                              | |  |
| Super Onze                                  | Inazuma Eleven                                | Band                           |                                     | |  |
| Super Pig                                   | Ai to Yuuki no Pig Girl Tonde Buurin          | Herbert Richers                | Fox Kids                            | |  |
| Super Pig                                   | Ai to Yuuki no Pig Girl Tonde Buurin          | Herbert Richers                | Rede Globo                          | Incompleto |  |
| Tenchi Muyo!                                | Tenchi Muyou!                                 | Herbert Richers                | Band                                | Foram transmitidas as séries Tenchi no Espaço (Tenchi Muyou! Ryououki), Tenchi Universe (Tenchi Muyou!) e Tenchi in Tokyo (Shin Tenchi Muyou!), cada série possuí sua própria história fechada. |  |
| Tenchi Muyo!                                | Tenchi Muyou!                                 | Herbert Richers                | Rede 21                             | Foram transmitidas as séries Tenchi no Espaço (Tenchi Muyou! Ryououki), Tenchi Universe (Tenchi Muyou!) e Tenchi in Tokyo (Shin Tenchi Muyou!), cada série possuí sua própria história fechada. |  |
| Thunderbirds 2086                           | Kagaku Kyuujo-tai TechnoVoyager               |                                | Record                              | |  |
| The Prince of Tennis                        | Tennis no Oujisama                            |                                | Animax                              | Incompleto |  |
| Trigun                                      | Trigun                                        |                                | Cartoon Network                     | |  |
| Trigun                                      | Trigun                                        | PlayTV                         |                                     | |  |
| Trigun                                      | Trigun                                        | I-Sat                          |                                     | |  |
| Turma do Barulho                            | Urusei Yatsura                                | Pré-Estréia                    | TVE                                 | Apenas os dois primeiros episódios |  |
| Violet Evergarden                           | Violet Evergarden                             |                                | Netflix                             | |  |
| Willow Town                                 | Tanoshii Willow Town                          |                                | Fox Kids                            | |  |
| Yamada-kun e as Sete Bruxas                 | Yamada-kun to 7-nin no Majo                   |                                | Rede Brasil                         | |  |
| Yamada-kun e as Sete Bruxas                 | Yamada-kun to 7-nin no Majo                   | Loading                        |                                     | |  |
| Yashahime: Princesa Meio-Demônio            | Hanyou no Yashahime: Sengoku Otogizoushi      |                                | Pluto TV                            | |  |
| Yashahime: Princesa Meio-Demônio            | Hanyou no Yashahime: Sengoku Otogizoushi      | Warner Channel                 |                                     | |  |
| Yo-kai Watch                                | Youkai Watch                                  |                                | Disney XD                           | |  |
| Yu Yu Hakusho                               | Yuu Yuu Hakusho                               |                                | Rede Manchete                       | |  |
| Yu Yu Hakusho                               | Yuu Yuu Hakusho                               | RedeTV                         |                                     | |  |
| Yu Yu Hakusho                               | Yuu Yuu Hakusho                               | Cartoon Network                |                                     | |  |
| Yu Yu Hakusho                               | Yuu Yuu Hakusho                               | NGT                            |                                     | |  |
| Yu Yu Hakusho                               | Yuu Yuu Hakusho                               | TV Bandeirantes                |                                     | |  |
| Yu-Gi-Oh! Duel Monsters                     | Yu Gi Oh! Duel Monsters                       | Parisi Video (1ª-3ª temporada) | Nickelodeon                         | |  |
| Yu-Gi-Oh! Duel Monsters                     | Yu Gi Oh! Duel Monsters                       | Parisi Video (1ª-3ª temporada) | PlayTV                              | |  |
| Yu-Gi-Oh! Duel Monsters                     | Yu Gi Oh! Duel Monsters                       | Parisi Video (1ª-3ª temporada) | Rede Globo                          | |  |
| Yu-Gi-Oh! Duel Monsters                     | Yu Gi Oh! Duel Monsters                       | Centauro (4ª- 5ª temporada)    |                                     | |  |
| Zatchbell                                   | Konjiki no Gash Bell!!                        |                                | Cartoon Network                     | Conhecido originalmente como Konjiki no Gash Bell |  |
| Zatchbell                                   | Konjiki no Gash Bell!!                        | Rede Globo                     |                                     | Conhecido originalmente como Konjiki no Gash Bell |  |
| Zillion                                     | Akai Koudan Zillion                           |                                | Rede Globo                          | Todos os episódios e aberturas encerramentos originais. |  |
| Zillion                                     | Akai Koudan Zillion                           | TV Gazeta                      |                                     | Todos os episódios e aberturas encerramentos originais. |  |
| Zillion                                     | Akai Koudan Zillion                           | Rede Brasil                    |                                     | Todos os episódios e aberturas encerramentos originais. |  |